# مجلس نواب أستراليا
مجلس نواب أستراليا (بالإنجليزية: Australian House of Representatives)‏  هو الهيئة التشريعية في أستراليا، الذي تأسس في 1901، ويتكون من 150، و151 مقعداً، يقع المقر الرئيسي له في Parliament House, Canberra ‏، وهو المجلس الأدنى في برلمان أستراليا.

## طالع أيضًا
- برلمان أستراليا